# Carlstädter Grenz-Husaren-Regiment

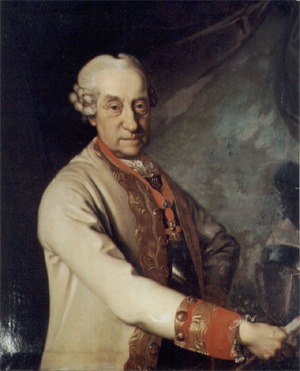
Der Regimentsgründer FZM von Sachsen-Hildburghausen

Das Regiment war ein Kavallerieverband, der 1746 als Carlstädter Husaren für die kaiserlich-habsburgische Armee errichtet wurde. 1769 wurde das Regiment unter Cavallerie-Regiment Nr. 40 in die Kavallerie-Rangliste eingestellt und 1780 wieder aufgelöst. Zur Systematik wurden nachträglich folgende Nummerierungen eingeführt: 1746/1 (nach Tessin), Grenzhusarenregiment H I (nach Bleckwenn).
Die Grenzregimenter führten nicht den Namen eines Regimentsinhabers (soweit ein solcher vorhanden war), sondern eine regionale Bezeichnung.

## Formationsgeschichte
- 1746 wurde dieses Regiment mit einer Stärke von zwei Divisionen durch den Feldzeugmeister Prinz von Hildburghausen in Grahacz aufgestellt.
- 1756 erfolgte eine Reduzierung auf zwei Eskadronen
- 1763 Aufstockung auf drei Eskadronen
- 1780 wurde der Regimentsverband aufgelöst und die noch vorhandenen beiden Eskadronen als Aufklärungskavallerie Infanterie-Regimentern zugeteilt
- 1786 Die beiden Eskadronen wurden aufgelöst, was mit dem noch vorhandenen Personal geschehen ist, ist gegenwärtig nicht bekannt.

## Garnison
- Grahacz, später Carlstadt

## Regimentsinhaber
- Unbesetzt

## Regiments-Kommandanten
- 1746 Obristlieutenant-Obrist Max Joseph Freiherr von  Mittrovsky
- 1757 Oberstlieutenant-Oberst Martin von Knesevich
- 1773 Oberstlieutenant Peter Vitus von Quosdanovich
- 1779 Oberstlieutenant Andreas von Kulnek

## Gefechtskalender

### Österreichischer Erbfolgekrieg
- 1746–48 Kämpfe auf dem Kriegsschauplatz in den Niederlanden

### Siebenjähriger Krieg
- 1756 Nach Böhmen verlegt, kämpfte das Regiment in der Schlacht bei Lobositz und war an dem Überfall auf Tetschen beteiligt.
- 1757 Unter Oberst Baron Mittrovsky Kämpfe im Scharmützel bei Hirschberg, in der Schlacht bei Prag und der Schlacht bei Kolin. Teilnahme am Zug der österreichischen Truppen nach Berlin.
- 1758 Verlegung nach Schlesien. Gefechte bei Troppau, eine Division war zur Belagerung von Neisse abgestellt
- 1759 Ohne Gefechtstätigkeit
- 1760 Sicherungs- und Patrouillendienste bei der Hauptarmee in Sachsen
- 1761 Ein Detachement war bei dem Überfall auf Hartmannsdorf beteiligt
- 1762 In Schlesien. Teilnahme am Gefecht bei Heidersdorf

### Bayerischer Erbfolgekrieg
- 1778 erneut auf den Kriegsschauplatz nach Böhmen verlegt, nahm das Regiment an verschiedenen Unternehmungen teil, bestehend aus Streifzügen und gewaltsamer Aufklärung mit kleineren Scharmützeln bei Zwoll (Sprengung der Brücke über die Aupa), Hradetz, und Gefechten bei Borowa, Weiskirch und Taubnitz
- 1779 Sicherungs- und Patrouillendienste in Schlesien

## Adjustierung
- 1769 Schwarzer Tschako, grasgrüner Pelz und Dolman, rote Aufschläge, krapprote Hosen, weiße Knöpfe

Vor 1769 trug das Regiment sehr unterschiedliche Farben: roter Dolman, Pelz und Hosen, dann dunkelblau, auch gelbe Dolmans (Leder) sind nachgewiesen.